# Getas (Tanjunganom)
Getas is een bestuurslaag in het regentschap Nganjuk van de provincie Oost-Java, Indonesië. Getas telt 4819 inwoners (volkstelling 2010).